# 1981 dans le catholicisme
Chronologie du catholicisme
- 1977
- 1978
- 1979
- 1980
- 1981
- 1982
- 1983
- 1984
- 1985

Cet article présente les faits marquants de l'année 1981 dans le catholicisme.

## Évènements
- 16 au 27 février : voyage apostolique du pape au Pakistan, aux Philippines, à Guam, au Japon et en Alaska.
- 13 mai : tentative d’assassinat du pape Jean-Paul II à Rome.
- 16 au 23 juillet : congrès eucharistique international à Lourdes.
- 14 septembre : publication de l'encyclique Laborem exercens sur le travail humain.
- 4 octobre : béatification d'Alain de Solminihac et Claudine Thévenet.

## Naissances
- 28 avril : Paul-Adrien d'Hardemare, prêtre dominicain et vidéaste français
- 13 juin : Bienheureux Floribert Bwana Chui, laïc fonctionnaire congolais, « martyr de l'honnêteté et de l'intégrité morale » († 7 juillet 2007)

## Décès

### Janvier
- 18 janvier : Franz Michel Willam, prêtre, théologien et écrivain autrichien (° 14 juin 1894)
- 27 janvier : 
  - Lucien Le Guern, religieux dominicain et peintre français (° 14 novembre 1914)
  - Henri Pistre, prêtre et joueur de rugby français, surnommé le "pape du rugby" (° 26 décembre 1900)
- 30 janvier : 
  - Louis-Marie de Bazelaire, prélat français, archevêque de Chambéry puis archevêque titulaire de Thibilis (de) (° 4 janvier 1893)
  - John Gordon, prélat irlandais, diplomate du Saint-Siège et archevêque titulaire de Nicopolis ad Nestum (de) (° 25 juillet 1912)

### Février
- 13 février : Jean-Julien Weber, prélat français, archevêque-évêque de Strasbourg (° 13 février 1888)
- 20 février : Athanase Toutounji, prélat syrien, archevêque de l'archéparchie d'Alep, archevêque titulaire de Tarse des Grecs-melchites (de) (° 6 septembre 1899)

### Mars
- 1er mars : Tulio Botero, prélat colombien, archevêque de Medellín (° 9 mars 1904)
- 15 mars : Leonardo Castellani, prêtre, écrivain, théologien et philosophe argentin (° 16 novembre 1899)
- 22 mars : Alexandre Glasberg, prêtre d'origine juive et résistant français, Juste parmi les nations (° 17 mars 1902)

### Avril
- 17 avril : Benoît Gassongo, prélat congolais, évêque auxiliaire d'Owando et évêque titulaire de Cubda (de) (° 1912)
- 18 avril : Boleslas Sloskans, prélat soviétique d'origine lettone, victime des persécutions de l'URSS, vénérable (° 31 août 1893)
- 22 avril : André Pioger, prélat français, évêque de Séez (° 14 mai 1897)
- 30 avril : Géraud Venzac, prêtre, moine trappiste, linguiste, critique littéraire et lexicographe français (° 9 juin 1901)

### Mai
- 23 mai : Joseph Coppens, prêtre, théologien et écrivain belge (° 12 octobre 1896)
- 24 mai : Charles-Émile Gadbois, prêtre et musicien canadien (° 1er juin 1906)
- 28 mai : Bienheureux Stefan Wyszyński, cardinal polonais, archevêque de Gniezno et de Varsovie (° 3 août 1901)

### Juin
- 29 juin : Arnaud Gallais, victime de violences sexuelles par un prêtre, militant français de la protection de l'enfance

### Juillet
- 1er juillet : Bienheureux Tullio Maruzzo, prêtre, missionnaire au Guatemala et martyr italien (° 23 juillet 1929)
- 11 juillet : Jean-Jérôme Adam, prélat spiritain, linguiste et missionnaire français, archevêque de Libreville (° 8 juin 1904)
- 14 juillet : Émile Osty, prêtre sulpicien et traducteur français (° 28 juin 1887)
- 22 juillet : Bienheureuse María Inés Teresa Arias Espinosa, religieuse mexicaine, fondatrice des Missionnaires clarisses du Saint Sacrement et de la "famille Inésienne" (° 7 juillet 1904)
- 28 juillet : Bienheureux Stanley Rother, prêtre américain, missionnaire au Guatemala et martyr (° 27 mars 1935)
- 29 juillet : James Edward Walsh, prélat et missionnaire américain, vicaire apostolique de Kong Moon et évêque titulaire de Sata (de) (° 30 avril 1891)

### Août
- 29 août : Jean Kobs, prêtre et poète belge (° 12 avril 1912)

### Septembre
- 7 septembre : Maurice Lelong, prêtre dominicain et écrivain français, connu pour ses prédications radiophonique (° 9 juin 1900)
- 12 septembre : Edmund Ilcewicz (pl), prélat polonais, évêque auxiliaire de Lublin et évêque titulaire de Trevico (it) (° 12 avril 1924)

### Novembre
- 22 novembre : Arnaud de Solages, prêtre jésuite, enseignant et résistant français (° 26 février 1898)

### Décembre
- 30 décembre : Franjo Šeper, cardinal croate de la Curie (° 2 octobre 1905)